# 塩化アクリロイル
塩化アクリロイル（Acryloyl chloride）は、黄色透明で、刺激臭のある可燃性の液体である 。酸塩化物に分類される化合物で、アクリル酸の誘導体である。

## 合成
塩化アクリロイルは、アクリル酸と塩化ベンゾイルもしくは塩化チオニルと反応させることによって合成される。合成を行うときは、ヒドロキノンなどの重合禁止剤を少量添加することによって塩化アクリロイルの重合反応を避けることができる。

## 反応
水と激しく反応してアクリル酸を与え、カルボン酸のナトリウム塩と反応すると酸無水物を与える。また、アルコールと反応するとエステルを構成し、アミンと反応させるとアミドを与える。このように塩化アクリロイルは一般に酸塩化物としての反応を行う。

## 用途
塩化アクリロイルは有機合成において、他の化合物にアクリル基を導入するのに広く使われる。また、アクリル酸モノマー・ポリマーの合成にも広く使われる。